# Désobéissance (Keny Arkana)
Désobéissance è un album in studio di Keny Arkana, pubblicato nel 2008. Contiene 9 tracce.

## Tracce
1. Désobéissance Civile
2. Réveillez-Vous
3. Ordre Mondial
4. La Rue Nous Appartient
5. Alterlude: Le Changement Viendra D'en Bas
6. Les Chemins Du Retour
7. Terre Mère N'est Pas À Vendre
8. Alterlude: Pachamama
9. Cinquième Soleil